# Tecomazúchitl Sur
Tecomazúchitl Sur är en ort i Mexiko.   Den ligger i kommunen General Heliodoro Castillo och delstaten Guerrero, i den södra delen av landet, 220 km söder om huvudstaden Mexico City. Tecomazúchitl Sur ligger 1 613 meter över havet och antalet invånare är 300.
Terrängen runt Tecomazúchitl Sur är varierad. Runt Tecomazúchitl Sur är det ganska glesbefolkat, med 21 invånare per kvadratkilometer. Närmaste större samhälle är Tlacotepec, 19,8 km norr om Tecomazúchitl Sur. I omgivningarna runt Tecomazúchitl Sur växer huvudsakligen savannskog.